# نیمتشیتشکی (ناحیه برتسلاف)
نیمتشیتشکی (به چکی: Němčičky) یک منطقهٔ مسکونی در جمهوری چک است که در ناحیه برتسلاو واقع شده‌است. نیمتشیتشکی ۷٫۷۸ کیلومتر مربع مساحت و ۶۱۴ نفر جمعیت دارد و ۲۴۷ متر بالاتر از سطح دریا واقع شده‌است.